# The Killing (serie televisiva 2007)
The Killing (Forbrydelsen) è una serie televisiva danese, appartenente al genere del giallo poliziesco, creata da Søren Sveistrup, prodotta e trasmessa dal network DR1 dal 7 gennaio 2007. Il titolo originale significa letteralmente "Il crimine", tuttavia la serie è nota in inglese e in italiano col nome di The Killing.
La serie ha avuto notevoli consensi sia da parte della critica, ottenendo un BAFTA come miglior serie TV internazionale (2011), che da parte del pubblico. Il successo di Forbrydelsen ha portato alla produzione di un remake statunitense della serie, andato in onda dal 3 aprile 2011 al 4 agosto 2013 sulla rete via cavo AMC.

## Episodi
I primi dieci episodi della prima stagione sono stati trasmessi su DR1 tra il gennaio e il marzo 2007 e sono stati seguiti dai restanti 10 tra il settembre e il novembre dello stesso anno. La seconda stagione è invece stata trasmessa tra il settembre e il novembre del 2009. La terza stagione è stata trasmessa in Danimarca dal 23 settembre all'11 novembre del 2012 e consta sempre di 10 episodi.
| Stagione         | Episodi | Prima TV Danimarca | Prima TV Italia |
| ---------------- | ------- | ------------------ | --------------- |
| Prima stagione   | 20      | 2007               | 2012            |
| Seconda stagione | 10      | 2009               | 2015            |
| Terza stagione   | 10      | 2012               | 2015-2016       |

## Personaggi e interpreti
- Sarah Lund, interpretata da Sofie Gråbøl.
- Jan Meyer, interpretato da Søren Malling.
- Troels Hartman, interpretato da Lars Mikkelsen.
- Theis Birk Larsen, interpretato da Bjarne Henriksen.
- Pernille Birk Larsen, interpretata da Ann Eleonora Jørgensen.
- Rie Skovgaard, interpretata da Marie Askehave.
- Morten Weber, interpretato da Michael Moritzen.
- Vagn Skærbæk, interpretato da Nicolaj Kopernikus.
- Poul Bremer, interpretato da Bent Mejding.
- Rama, interpretato da Farshad Kholghi.

## Produzione
La serie è ambientata e girata a Copenaghen e ruota attorno all'ispettore investigativo Sarah Lund (Sofie Gråbøl). Ogni stagione segue giorno per giorno un caso di omicidio diverso e ogni episodio, di cinquanta minuti, copre ventiquattro ore di indagini. La serie è considerata uno degli esempi più significativi del noir scandinavo in televisione e presenta quelle che sono state definite le caratteristiche tipiche del sottogenere: l'ambientazione è caratterizzata da scene girate nella natura, con una fotografia scura e cupa che riflette non solo l’atmosfera desolata ma anche il carattere del detective che si occupa del caso; la trama enfatizza in egual misura sia la storia della famiglia della vittima sia l'effetto del crimine negli ambienti politici e presenta una critica sociale (Double Storytelling); inoltre vi è la tematica della ragazza morta che da inizio alla storia. Forbrydelsen è stata una delle serie scandinave di maggior successo internazionale, conquistando gli spettatori britannici all'inizio del 2011, quando è stata trasmessa su BBC Four, contribuendo all'affermazione e alla diffusione del Nordic Noir come sottogenere.

## Distribuzione
La serie è stata trasmessa nel 2007 in Norvegia (su NRK1) e in Finlandia (su FST5); nel 2008 è stata mandata in onda in Svezia (su SVT1) e in Germania (su ZDF), e nel 2009 in Austria su ORF. Nel 2010 è stata inoltre trasmessa in Francia e in Belgio (su arte), e in Australia (su SBS1). Nel 2011 la serie ha riscontrato grande successo nel Regno Unito, dove è stata trasmessa in lingua originale con i sottotitoli in inglese sulla BBC Four.
In Italia la serie è andata in onda su Rai 4 dal 5 giugno 2012, mentre la seconda e la terza stagione sono state trasmesse in prima visione su Sky Atlantic.